# لغة داغك
داغك هي أيضاً: دينجيبو، الطاجيكية، التفكيك، هي لغة من
اللغات النيجرية الكنغوية من عائلة (تلودي) تنتشر في جبال النوبة في كردفان، السودان وهي تشبه معجماً بنسبة 80 ٪ مع لغة مع (اللغة Ngile)، والتي يتحدث بها أيضًا( شعب Mesakin).
يتحدث بها في قرى برام، ريخا، كامليلا، طبلة، وتوساري، إتونولوج الطبقة الثانية والعشرون.
القواعد الأكثر شمولاً هي قواعد فاندرلست (2016).